# CYP3A5
CYP3A5 è una proteina che fa parte della famiglia dei citocromi P450 specificamente, in particolare della superfamiglia CYP450, sottofamiglia 3 e famiglia A.
CYP3A5 è espresso in un numero limitato di individui, tuttavia quando espresso rappresenta il 50% del totale della proteina epatica CYP3A.